# Copa Libertadores 1985
Navigation
Édition précédente Édition suivante
La Copa Libertadores 1985 est la 26e édition de la Copa Libertadores. Le club vainqueur de la compétition est désigné champion d'Amérique du Sud 1985 et se qualifie pour la Coupe intercontinentale 1985 et la Copa Interamericana 1985.
C'est le club argentin d'Argentinos Juniors qui remporte le trophée cette année, après avoir battu en finale les Colombiens de l'América de Cali. Les deux équipes disputent là leur première finale internationale, l'América devenant la deuxième formation à atteindre ce niveau après le Deportivo Cali en 1978. L'attaquant argentin de Blooming, Juan Carlos Sánchez, est sacré meilleur buteur de la compétition avec un total de onze réalisations.
La compétition conserve le même format que lors de l'édition précédente : les vingt équipes engagées sont réparties en cinq poules (avec pour chaque poule deux clubs de deux pays). Seul le premier de chaque groupe accède au deuxième tour où ils sont rejoints par le tenant du titre. Deux poules de trois sont formées et le meilleur de chaque poule se qualifie pour la finale, jouée en matchs aller-retour, avec un match d'appui éventuel en cas d'égalité sur les deux rencontres.

## Clubs engagés
- CA Independiente - Tenant du titre
- Club Ferro Carril Oeste - Vainqueur du tournoi Nacional 1984
- Asociación Atlética Argentinos Juniors - Vainqueur du tournoi Metropolitano 1984
- Club Blooming - Champion de Bolivie 1984
- Oriente Petrolero - Vice-champion de Bolivie 1984
- Fluminense Football Club - Champion du Brésil 1984
- CR Vasco da Gama - Vice-champion du Brésil 1984
- CSD Colo-Colo - Champion du Chili 1983
- Deportes Magallanes - Vainqueur de la Liguilla pré-Libertadores 1983
- Corporación Deportiva América Cali - Champion de Colombie 1984
- Millonarios Fútbol Club - Vice-champion de Colombie 1984
- Club Deportivo El Nacional - Champion d'Équateur 1984
- Asociación Deportiva Nueve de Octubre - Vice-champion d'Équateur 1984
- Club Guaraní - Champion du Paraguay 1984
- Cerro Porteño - Vice-champion du Paraguay 1984
- Sport Boys Association - Champion du Pérou 1984
- Club Universitario de Deportes - Vice-champion du Pérou 1984
- Club Atlético Peñarol - 1er de la Liguilla pré-Libertadores 1984
- Club Atlético Bella Vista - 2e de la Liguilla pré-Libertadores 1984
- Deportivo Táchira FC - Champion du Venezuela 1984
- Deportivo Italia - Vice-champion du Venezuela 1984

## Compétition

### Premier tour
| Rang | Équipe                   | Pts | J | G | N | P | Bp | Bc | Diff |  | Résultats (▼ dom., ► ext.) | AJu | FCO | Flu | Vas |
| ---- | ------------------------ | --- | - | - | - | - | -- | -- | ---- |  | -------------------------- | --- | --- | --- | --- |
| 1    | Argentinos Juniors       | 9   | 6 | 4 | 1 | 1 | 9  | 5  | +4   |  | Argentinos Juniors         |     | 0-1 | 1-0 | 2-2 |
| 2    | Club Ferro Carril Oeste  | 9   | 6 | 4 | 1 | 1 | 7  | 3  | +4   |  | Club Ferro Carril Oeste    | 1-3 |     | 1-0 | 2-0 |
| 3    | Fluminense Football Club | 4   | 6 | 1 | 2 | 3 | 3  | 6  | -3   |  | Fluminense Football Club   | 0-1 | 0-0 |     | 3-3 |
| 4    | CR Vasco da Gama         | 2   | 6 | 0 | 2 | 4 | 6  | 11 | -5   |  | CR Vasco da Gama           | 1-2 | 0-2 | 0-0 |     |

| Match d'appui pour la 1re place | Argentinos Juniors | 3 - 1 | Club Ferro Carril Oeste |  |  |
| 11 septembre 1985               | Borghi , · Ereros  |       | Garré                   |  |  |

| Rang | Équipe               | Pts | J | G | N | P | Bp | Bc | Diff |  | Résultats (▼ dom., ► ext.) | Blo | Ori | Tac | Ita |
| ---- | -------------------- | --- | - | - | - | - | -- | -- | ---- |  | -------------------------- | --- | --- | --- | --- |
| 1    | Club Blooming        | 11  | 6 | 5 | 1 | 0 | 20 | 4  | +16  |  | Club Blooming              |     | 1-1 | 6-3 | 8-0 |
| 2    | Oriente Petrolero    | 8   | 6 | 3 | 2 | 1 | 11 | 6  | +5   |  | Oriente Petrolero          | 0-1 |     | 3-2 | 3-1 |
| 3    | Deportivo Táchira FC | 4   | 6 | 1 | 2 | 3 | 9  | 12 | -3   |  | Deportivo Táchira FC       | 0-1 | 1-1 |     | 0-0 |
| 4    | Deportivo Italia     | 1   | 6 | 0 | 1 | 5 | 2  | 20 | -18  |  | Deportivo Italia           | 0-3 | 0-3 | 1-3 |     |

| Rang | Équipe                  | Pts | J | G | N | P | Bp | Bc | Diff |  | Résultats (▼ dom., ► ext.) | ACa | CPo | Mil | Gua |
| ---- | ----------------------- | --- | - | - | - | - | -- | -- | ---- |  | -------------------------- | --- | --- | --- | --- |
| 1    | América de Cali         | 8   | 6 | 2 | 4 | 0 | 5  | 2  | +3   |  | América de Cali            |     | 2-0 | 0-0 | 2-1 |
| 2    | Cerro Porteño           | 7   | 6 | 2 | 3 | 1 | 5  | 3  | +2   |  | Cerro Porteño              | 0-0 |     | 0-0 | 3-1 |
| 3    | Millonarios Fútbol Club | 5   | 6 | 1 | 3 | 2 | 5  | 5  | 0    |  | Millonarios Fútbol Club    | 0-0 | 0-2 |     | 5-1 |
| 4    | Club Guaraní            | 4   | 6 | 1 | 2 | 3 | 6  | 11 | -5   |  | Club Guaraní               | 1-1 | 0-0 | 2-0 |     |

| Rang | Équipe                    | Pts | J | G | N | P | Bp | Bc | Diff |  | Résultats (▼ dom., ► ext.) | Peñ | Col | Mag | BVi |
| ---- | ------------------------- | --- | - | - | - | - | -- | -- | ---- |  | -------------------------- | --- | --- | --- | --- |
| 1    | Club Atlético Peñarol     | 11  | 6 | 5 | 1 | 0 | 10 | 3  | +7   |  | Club Atlético Peñarol      |     | 3-1 | 1-0 | 1-0 |
| 2    | CSD Colo-Colo             | 6   | 6 | 3 | 0 | 3 | 10 | 8  | +2   |  | CSD Colo-Colo              | 1-2 |     | 2-0 | 2-0 |
| 3    | Deportes Magallanes       | 5   | 6 | 2 | 1 | 3 | 5  | 8  | -3   |  | Deportes Magallanes        | 1-1 | 1-3 |     | 2-1 |
| 4    | Club Atlético Bella Vista | 2   | 6 | 1 | 0 | 5 | 3  | 9  | -6   |  | Club Atlético Bella Vista  | 0-2 | 2-1 | 0-1 |     |

| Rang | Équipe                         | Pts | J | G | N | P | Bp | Bc | Diff |  | Résultats (▼ dom., ► ext.)     | ElN | Uni | Oct | SBo |
| ---- | ------------------------------ | --- | - | - | - | - | -- | -- | ---- |  | ------------------------------ | --- | --- | --- | --- |
| 1    | Club Deportivo El Nacional     | 11  | 6 | 5 | 1 | 0 | 13 | 4  | +9   |  | Club Deportivo El Nacional     |     | 4-1 | 3-1 | 2-0 |
| 2    | Club Universitario de Deportes | 5   | 5 | 2 | 1 | 2 | 10 | 8  | +2   |  | Club Universitario de Deportes | 1-1 |     |     | 4-0 |
| 3    | Club 9 de Octubre              | 4   | 4 | 2 | 0 | 2 | 6  | 4  | +2   |  | Club 9 de Octubre              | 0-1 | 1-0 |     | 4-0 |
| 4    | Sport Boys Association         | 0   | 5 | 0 | 0 | 5 | 1  | 14 | -13  |  | Sport Boys Association         | 1-2 | 0-2 |     |     |

- Les rencontres Universitario de Deportes-Nueve de Octubre et Sport Boys-Nueve de Octubre n'ont pas été disputées.

### Deuxième tour
| Rang | Équipe                     | Pts | J | G | N | P | Bp | Bc | Diff |  | Résultats (▼ dom., ► ext.) | ACa | ElN | Peñ |
| ---- | -------------------------- | --- | - | - | - | - | -- | -- | ---- |  | -------------------------- | --- | --- | --- |
| 1    | América de Cali            | 5   | 4 | 2 | 1 | 1 | 10 | 3  | +7   |  | América de Cali            |     | 5-0 | 4-0 |
| 2    | Club Deportivo El Nacional | 4   | 4 | 2 | 0 | 2 | 4  | 7  | -3   |  | Club Deportivo El Nacional | 2-0 |     | 2-0 |
| 3    | Club Atlético Peñarol      | 3   | 4 | 1 | 1 | 2 | 3  | 7  | -4   |  | Club Atlético Peñarol      | 1-1 | 2-0 |     |

| Rang | Équipe             | Pts | J | G | N | P | Bp | Bc | Diff |  | Résultats (▼ dom., ► ext.) | AJu | Ind | Blo |
| ---- | ------------------ | --- | - | - | - | - | -- | -- | ---- |  | -------------------------- | --- | --- | --- |
| 1    | Argentinos Juniors | 6   | 4 | 2 | 2 | 0 | 6  | 4  | +2   |  | Argentinos Juniors         |     | 2-2 | 1-0 |
| 2    | CA IndependienteT  | 4   | 4 | 1 | 2 | 1 | 6  | 5  | +1   |  | CA Independiente           | 1-2 |     | 2-0 |
| 3    | Club Blooming      | 2   | 4 | 0 | 2 | 2 | 2  | 5  | -3   |  | Club Blooming              | 1-1 | 1-1 |     |

### Finale
| 17 octobre 1985 | Asociación Atlética Argentinos Juniors | 1 – 0 | Corporación Deportiva América Cali | El Monumental, Buenos Aires        |                                    |
|                 | Commisso 40e                           |       |                                    | Arbitrage : Juan Francisco Escobar | Arbitrage : Juan Francisco Escobar |

| 22 octobre 1985 | Corporación Deportiva América Cali | 1 – 0 | Asociación Atlética Argentinos Juniors | Stade olympique Pascual-Guerrero, Cali                      |                                                             |
|                 | Ortiz 4e                           |       |                                        | Spectateurs : 35 400 Arbitrage : Luís Carlos Félix Ferreira | Spectateurs : 35 400 Arbitrage : Luís Carlos Félix Ferreira |

| 24 octobre 1985                              | Corporación Deportiva América Cali | 1 – 1                                       | Asociación Atlética Argentinos Juniors | Estadio Defensores del Chaco, Asuncion             |                                                    |
|                                              | Gareca 42e                         |                                             | Commisso 37e                           | Spectateurs : 17 200 Arbitrage : Hernán Silva Arce | Spectateurs : 17 200 Arbitrage : Hernán Silva Arce |
| Gareca · Soto · Herrera · Cabañas · de Ávila | Tirs au but 4-5                    | Olguín · Batista · Pavoni · Borghi · Videla |                                        | Spectateurs : 17 200 Arbitrage : Hernán Silva Arce | Spectateurs : 17 200 Arbitrage : Hernán Silva Arce |

| Vainqueur de la Copa Libertadores 1985               |
| ---------------------------------------------------- |
| Asociación Atlética Argentinos Juniors Premier titre |